# JRD Tata
Jehangir Ratanji Dadabhoy Tata (París, 29 de julio de 1904 - Ginebra, 29 de noviembre de 1993), más conocido como J.R.D. Tata, fue un industrialista, filántropo y aviador indio, expresidente del Grupo Tata.
Nacido en el seno de la familia Tata de India, fue hijo del empresario Ratanji Dadabhoy Tata y de su esposa Suzanne Brière. Es conocido por ser el fundador de varias industrias del Grupo Tata, entre ellas Tata Consultancy Services, Tata Motors, Titan Industries, Tata Salt, Voltas y Tata Airlines (que posteriormente se convertiría en Air India). En 1955 y 1992 recibió dos de las condecoraciones civiles más importantes de la India: el Padma Vibhushan y el Bharat Ratna, respectivamente. Estas condecoraciones le fueron otorgadas por su contribución a la industria india. En 1988 recibió la medalla Daniel Guggenheim.